# Kanton Schirmeck

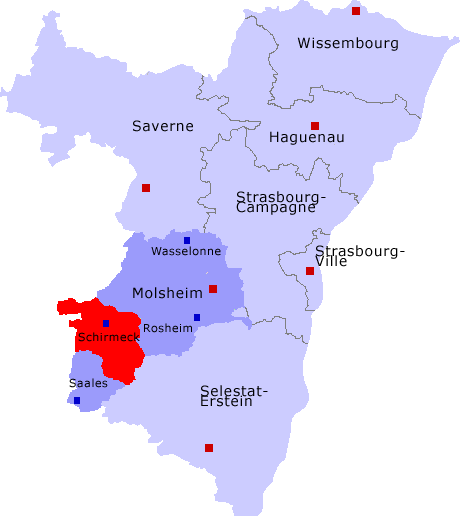
Lage des Kantons Schirmeck im Arrondissement Molsheim und im Département Bas-Rhin

Der Kanton Schirmeck war bis 2015 ein französischer Wahlkreis im Arrondissement Molsheim, im Département Bas-Rhin und in der Region Elsass.

## Geschichte
Der Kanton wurde am 4. März 1790 im Zuge der Einrichtung der Départements als Teil des damaligen „Distrikts Schlettstadt“ gegründet.
1795 wurde der Kanton dem Département Vosges und dem „Distrikt Senones“ zugeordnet. Allerdings wurden die Distrikte in der Verfassung des Jahres III nicht mehr als Untergliederungen der Départements erwähnt.
Mit der Gründung der Arrondissements am 17. Februar 1800 wurde der Kanton als Teil des damaligen Arrondissements Saint-Dié (Vosges) neu zugeschnitten, indem die Gemeinden des Breuschtales, welche zu den aufgehobenen Kantonen la Broque und Rotheau gehört hatten, auf die verbleibenden Kantone Saales und Schirmeck verteilt wurden.
Ab dem 18. Mai 1871 war das Gebiet des Kantons dem Kreis Molsheim und somit wieder dem Bezirk Unterelsaß zugeordnet. Die bewohnten Teile der Gemeinde Raon-sur-Plaine verblieben aufgrund der Vereinbarungen zum Friedensvertrag von Frankfurt bei Frankreich, allerdings wurden die Forstgebiete der Gemeinde dem Deutschen Reich zugewiesen und blieben demnach beim Kanton Schirmeck. Aufgrund Verordnungen vom 1. bzw. 6. März 1873 erhielt der Kanton auch die Forstgebiete der Gemeinde Raon-lès-Leau vom Kreis Saarburg und Kanton Lörchingen (Lorquin); schon im November 1872 waren die Gemeinden Belfosse, Belmont, Bliensbach (Blancherupt), Urbach (Fouday) und Solbach vom Kanton Weiler (Villé) getrennt und dem Kanton Schirmeck zugeteilt worden. Am 28. Juni 1919 wurde der Kanton Teil des anstelle des Kreises Molsheim neu gegründeten Arrondissements Molsheim.
Während der deutschen Besatzung im Zweiten Weltkrieg gab es in der Nähe von Schirmeck zwei nationalsozialistische Lager: Das KZ Natzweiler-Struthof war von 1941 bis 1944 das einzige Konzentrationslager auf französischem Boden, und das Sicherungslager Vorbruck-Schirmeck war von 1940 bis 1944 zur Umerziehung von elsässischen und lothringischen Widerstandskämpfern vorgesehen.
Am 22. März 2015 wurde der Kanton aufgelöst. Alle Gemeinden gehören jetzt zum Kanton Mutzig.

## Bevölkerungsentwicklung
| Jahr                       | 1962   | 1968   | 1975   | 1982   | 1990   | 1999   |
| Einwohner                  | 13.816 | 13.667 | 12.898 | 12.354 | 12.993 | 13.839 |
| Quellen: Cassini und INSEE |        |        |        |        |        |        |